# Rivière Courville
Pour les articles homonymes, voir Courville (homonymie).
La rivière Courville est un affluent de la rive nord de la rivière Senneville, coulant dans la municipalité de Belcourt (MRC de l'Abitibi) et de Barraute (municipalité régionale de comté (MRC) de La Vallée-de-l'Or), dans la région administrative du Abitibi-Témiscamingue, au Québec, au Canada.
La foresterie est l'activité principale de ce bassin versant. Les activités récréotouristiques arrivent en second.
La surface de la rivière Courville est généralement gelée de la mi-décembre à la mi-avril.

## Géographie
Les bassins versants voisins de la rivière Courville sont :
- côté nord : ruisseau Tourville, rivière Laflamme, rivière Vassal, rivière Taschereau (rivière Bell) ;
- côté est : rivière Taschereau (rivière Bell), lac Tiblemont, Lac Pascalis, rivière Noire ;
- côté sud : rivière Senneville, rivière Pascalis, rivière Bourlamaque, rivière Roquetaillade ;
- côté ouest : lac Fiedmont, rivière Vassan, rivière Harricana, rivière Fiedmont.

La source de la rivière Courville début en zone de marais entre le lac Blain et le lac Blin, à 321 m d'altitude. Cette source est située à 17,7 km au nord du Lac Pascalis ; à 45,8 km au nord-est du centre-ville de Val-d'Or ; à 10,4 km au nord-ouest du centre du village de Belcourt ; à 19,1 km à l'ouest de la rivière Bell ; à 18,2 km au sud-est de Senneterre ; à 19,7 km au nord de la confluence de la rivière Courville avec la rivière Senneville.
À partir de sa source, la rivière Courville coule sur environ 30 km selon les segments suivants :
- 4,7 km vers le sud, en traversant une zone de marais, jusqu'au chemin de fer ;
- 6,9 km vers le sud, en formant une courbe vers l'ouest, jusqu'à un ruisseau (venant du nord-ouest).
- 10,0 km vers le sud en formant de nombreux petits serpentins jusqu'à son embouchure[1].

La rivière Courville se déverse sur la rive nord de la rivière Senneville à la limite de Val-d'Or, de Senneterre, de Barraute et de Belcourt :
- 8,0 km au sud-est du lac Fiedmont ;
- 9,0 km à l'ouest du lac Pascalis ;
- 17,4 km au nord-est de l'embouchure du lac Blouin ;
- 13,8 km au nord-est de l'embouchure du lac Blouin qui constitue le lac de tête de la rivière Harricana ;
- 27,5 km au nord-est du centre-ville de Val d'Or ;
- 26,2 km au sud-est du centre de la ville de Senneterre.

## Toponymie
Le mot Courville s'avère un patronyme de famille d'origine française. Dans le nord-ouest québécois, ce terme se réfère à plusieurs toponymes : montagne, canton, route, lac et la rivière.
Le toponyme rivière Courville a été officialisé le 5 décembre 1968 à la Commission de toponymie du Québec.